# Un lujo a su alcance
Un lujo a su alcance es una película cómica española, estrenada el 10 de marzo de 1975, dirigida por Tito Fernández y protagonizada por Concha Velasco, Arturo Fernández y Nadiuska.

## Argumento
Marta y Miguel son matrimonio y tienen un instituto de belleza de mucho éxito entre el público femenino. La visión para los negocios de ella y el trabajo extenuante de él como masajista, además de su atractivo físico, son la clave de que el número de clientas no deje de aumentar. A pesar de las vitaminas que secretamente le administra su mujer para que rinda más, Miguel está agotado pero es Marta la que muere de un ataque al corazón. Entonces, la cosa cambia. Miguel ya no quiere trabajar más, solo quiere dormir y descansar. Pero los que le rodean, se empeñan en que vuelva al trabajo.

## Reparto
- Arturo Fernández: Miguel Montalvo.
- Concha Velasco: Marta.
- Nadiuska: Pili.
- Jaime de Mora y Aragón: Armando.
- María Luisa Merlo: Olga.
- Rafael Alonso: Julián.
- Mirta Miller: Bárbara.
- Helga Liné: una clienta de 'Beautiful'.
- África Pratt: Eva.
- Mary Paz Pondal: camarera.
- Guadalupe Muñoz Sampedro: la madre de Lucas.
- Javier Escrivá: invitado a la boda.
- Carmen Martínez Sierra: la madre de Rosario.
- Joaquín Pamplona: comisario de policía.
- Rafaela Aparicio: Doña Engracia.
- Laly Soldevila: Rufina.
- Andrés Pajares: Rosario.